# Anomianthus auritus
Anomianthus auritus är en kirimojaväxtart som först beskrevs av Carl Ludwig von Blume, och fick sitt nu gällande namn av Cornelis Andries Backer. Anomianthus auritus ingår i släktet Anomianthus och familjen kirimojaväxter. Inga underarter finns listade i Catalogue of Life.